# Luciano Dalla Bona
Luciano Dalla Bona (ur. 8 listopada 1943 w Pressanie) – włoski kolarz szosowy, srebrny medalista olimpijski.

## Kariera
Pierwsze sukcesy w karierze Luciano Dalla Bona osiągnął w 1964 roku, kiedy zdobył dwa medale na międzynarodowych imprezach. Najpierw wspólnie z Pietro Guerrą, Severino Andreolim i Ferruccio Manzą zdobył złoty medal w drużynowej jeździe na czas podczas szosowych mistrzostw świata w Sallanches. W tym samym roku i tym samym składzie drużyna włoska zdobyła w również srebrny medal na igrzyskach olimpijskich w Tokio, ulegając jedynie ekipie Holandii. Na rozgrywanych rok później mistrzostwach świata w Lasarte-Orii razem z Pietro Guerrą, Mino Dentim i Giuseppe Soldim zdobył kolejny złoty medal w tej konkurencji. Ostatni medal zdobył na mistrzostwach w Nürburgu, gdzie wraz z Attilio Benfatto, Pietro Guerrą i Mino Dentim zajął trzecie miejsce w drużynowej jeździe na czas. Poza igrzyskami Dalla Bona zwyciężył między innymi w GP Città di Camaiore w 1967 roku i Vigolo Marchese w 1968 roku. Ponadto w 1968 roku zwyciężył w jednym z etapów Giro d’Italia, jednak w klasyfikacji generalnej zajął dopiero 90. miejsce. W latach 1967 i 1970 startował w Tour de France, ale bez sukcesów.